# Affaire Ida Beaussart
L’affaire Ida Beaussart est une affaire criminelle qui s'est produite le 18 juillet 1989, à Salomé dans le Nord de la France, lorsqu'une adolescente de 17 ans abat son père, Jean Claude Beaussart, pendant son sommeil en lui tirant un coup de feu dans la nuque. L'enquête révèle que Jean Claude Beaussart était néo-nazi négationniste, faisait régner la terreur chez ses cinq filles et qu'Ida était son souffre-douleur. Ce fait divers se solde en mai 1992 par un acquittement de la Cour d'assises des mineurs de Douai.

## Les faits
Quelques jours avant le meurtre, la fille aînée de Jean Claude Beaussart, Christine, a osé briser l'autorité paternelle en quittant le domicile familial. Soupçonnant Ida de savoir où elle est, il menace cette dernière de torture. Il prétend avoir retrouvé Christine et annonce qu'il va la tuer. Le 18 juillet 1989, Ida tue son père à huit heures du matin pendant qu'il dort, d'un coup de feu à bout portant en pleine tête, avec un Luger 22 Long Rifle.

## Procès
Le procès d'Ida Beaussart, défendue par l'avocate Blandine Lejeune, s'ouvre le 18 mai 1992, à huis clos, devant la Cour d'assises pour mineurs de Douai. Le verdict tombe le soir-même : malgré les réquisitions de l'avocat général, qui demandait deux à trois ans de prison avec sursis pour la jeune femme, dans le but de ne pas délivrer un « permis de tuer », Ida est acquittée. Son père Jean-Claude Beaussart, chômeur, était un néonazi violent, exclu du Front national dès 1984, membre d'un groupuscule et avait été condamné à huit mois ferme pour incitation à la haine raciale, après le meurtre en 1984 d'un Tunisien. Il frappait, insultait et humiliait Ida presque tous les jours. La violence de son père, qui durait depuis dix ans, avait rendu Ida incontinente. Il obligeait tous les matins ses cinq filles à effectuer le salut nazi devant un portrait d'Adolf Hitler qu'il leur avait fait passer pour leur oncle quand elles étaient petites.

## Événements postérieurs
En 2008, le film Pleure en silence de John Gabriel Biggs retrace les huit jours qui précèdent le parricide. Le rappeur du Val-de-Marne, Kery James, écrit la chanson du film, qui figure également sur son album À l'ombre du show business. Rebondissement inattendu afin d'éviter la sortie du film, la mère d'Ida, Jacqueline Beaussart — qui a refait sa vie avec un ami de son défunt mari, lui aussi fasciste et qui la bat — s'accuse du meurtre de son mari. Cependant l'affaire reste close car les faits sont prescrits. Cette version a été démentie par Ida Beaussart.

## Documentaires télévisés
- Karl Zéro, « L'affaire Ida Beaussart », Les Faits Karl Zéro, 13e rue, 27 novembre 2009 [présentation en ligne].

## Émissions radiophoniques
- Dans L'Heure du crime de Jacques Pradel sur RTL :
  - Jacques Pradel (avec Blandine Lejeune et Françoise Hamel), « L'affaire Ida Beaussart », 12 février 2014 [présentation en ligne].
  - Jacques Pradel (avec Blandine Lejeune et Élise Fontenaille), « L'affaire Ida Beaussart », 9 mars 2016 [présentation en ligne].
  - Jean-Alphonse Richard, « L'affaire Ida Beaussart, “mon père, ce tortionnaire” », 15 mars 2024.
- Christophe Hondelatte, « Ida Beaussart, meurtre à l'ombre d'Hitler », Hondelatte raconte, Europe 1, 11 janvier 2017 [présentation en ligne], repris dans Le cannibale de Rotenburg : et autres faits divers glaçants, Paris, J.-C. Lattès, 2017, 356 p. (ISBN 978-2-7096-6085-3 et 978-2-7096-6096-9) ; rééd. J'ai lu (no 12558), 2019, 348 p.  (ISBN 978-2-290-16416-7).